# Tell Beit Mirsim

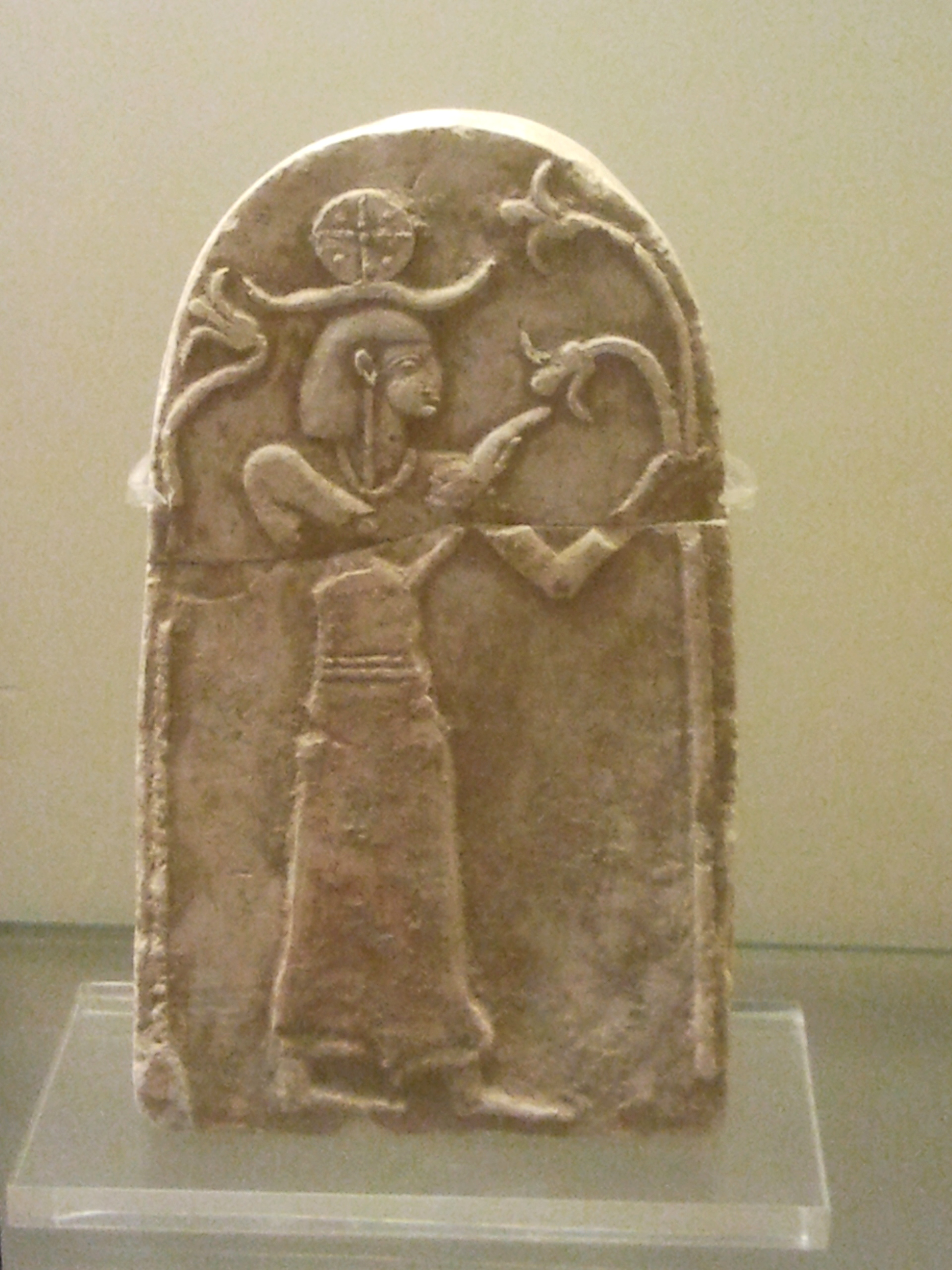
Stèle découverte à Tell Beit Mirsim

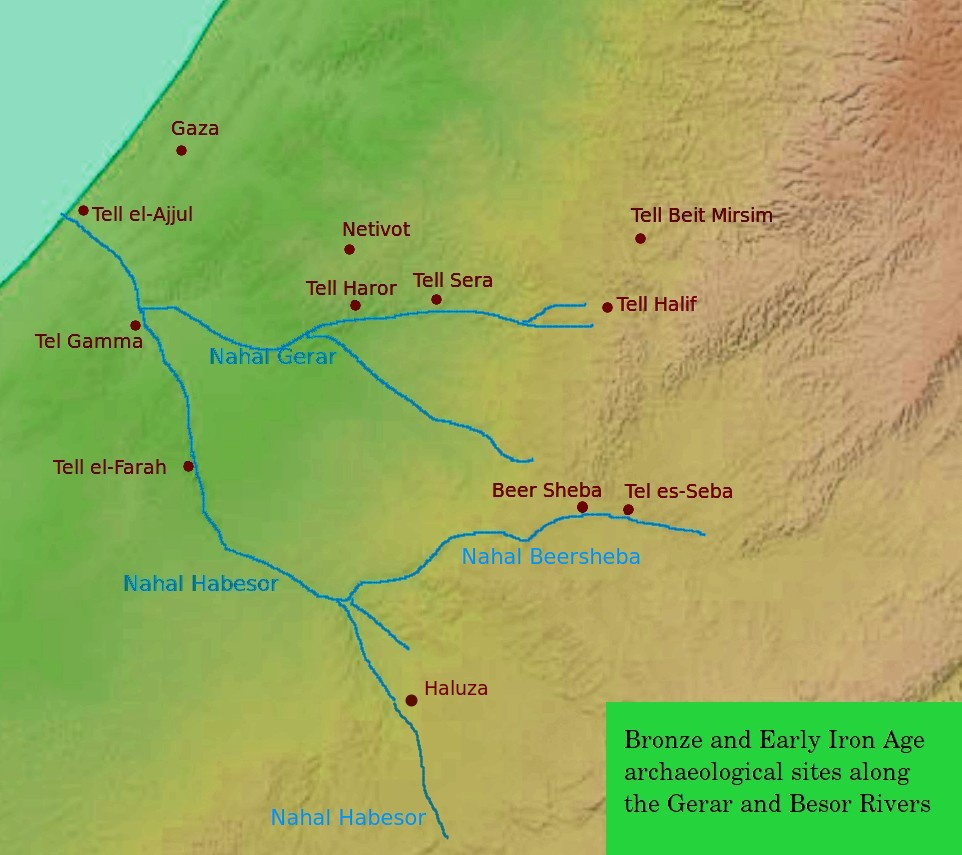
Position de Tell Beit Mirsim

Tell Beit Mirsim est un site archéologue d'Israël situé à la frontière entre la Shéphélah et le Mont Hebron.

## Histoire
Le site est exploré en 1926, 1928, 1930 et 1932 par William Foxwell Albright, parfois accompagné de Nelson Glueck. Il s'agit d'un exemple caractéristique d'une ville du royaume de Juda à l'exemple de Beit Shemesh, Tell en-Nasbeh (en), Khirbet Qeiyafa et Beer-Sheva : un mur de casemates a été construit sur tous ces sites et les maisons de la ville proche ont incorporé les casemates comme l'une des pièces de l'habitation. Ce modèle n'est connu d'aucun site cananéen, philistin ou du royaume d'Israël. Lors des fouilles Albright découvre deux fragments d'anses de jarres portant l'inscription hébraïque « l˒lyqm n˓r ywkn » qui signifie « à Eliakim serviteur de Yokin »
Albright identifie le site avec la ville biblique de Débir mais cette identification n'est pas acceptée par la communauté archéologique, Rabud étant considéré comme l'emplacement le plus probable.